# Billy Dee Williams
William December Williams Jr. (Nueva York, 6 de abril de 1937) es un actor estadounidense famoso por haber interpretado al personaje de Lando Calrissian en las películas Star Wars: Episodio V - El Imperio contraataca (1980) y Star Wars: Episodio VI - El retorno del Jedi (1983), y 36 años después, con la finalización de la saga, Star Wars: Episodio IX - El ascenso de Skywalker (2019). Williams también tuvo un rol protagónico notable en 1981 con la película Nighthawks, conocida en Latinoamérica como "Halcones de la noche". 

## Biografía
Estudió arte dramático antes de empezar su carrera en The Last Angry Man (1959), interpretando a un malvado de la calle, y comenzó a actuar en diversos filmes durante los años 1970, como The Out of Towners (1970), Lady Sings the Blues junto a Diana Ross (1972), Hit! (1973), y The Take (1974). También trabajó en diversos papeles para la televisión de la época. Hizo una interpretación en The Bingo Long Traveling AllStars & Motor Kings" (1976) y apareció en El Imperio contraataca (1980), de la saga de Star Wars, interpretando al personaje de Lando Calrissian, papel que repitió para la continuación de la saga en El Retorno del Jedi (1983). En 1981 apareció junto a Sylvester Stallone en Nighthawks.
A partir de entonces ha realizado papeles menores, como en el caso de la película de Batman de Tim Burton (1989), donde interpretaba a Harvey Dent. Tras su ausencia en Batman Returns, se dijo que en efecto, veríamos la transformación de Dent en el villano Dos Caras en Batman Forever. Finalmente, Dos Caras fue interpretado por Tommy Lee Jones en la versión de Joel Schumacher.
Más recientemente Billy Dee Williams ha aparecido en series como Lost, en la tercera temporada, en el capítulo 14 "Exposé". También ha actuado en Private Practice, en Scrubs, en White Collar y Modern Family, entre otros proyectos.
En cuanto a películas, en el año 2009 realizó un pequeño papel en la película Fanboys junto a su compañera en Star Wars, Carrie Fisher.
El 2 de marzo de 2015 se anunció que iba a realizar un cameo en Star Wars: Episodio VII - El despertar de la Fuerza, aunque finalmente no apareció en la película.
Para 2017 por fin actúa como Dos Caras, en esta ocasión prestando su voz para el personaje en The Lego Batman Movie.  Para muchos fanes fue una buena decisión [cita requerida]que lo hiciese pues tuvieron que pasar 26 años para que pudiese realizar algo relacionado con Harvey Dent/2 Caras. Incluso el muñeco de Lego fue diseñado como una versión de él como si hubiese interpretado al mismo personaje.
Para 2019 vuelve a la saga de la guerra de las Galaxias, volviendo a interpretar a Lando Calrissian, en Star Wars: Episodio IX - El ascenso de Skywalker. 

## Filmografía

### Cine
| Año  | Título                                           | Personaje               | Notas                    |
| ---- | ------------------------------------------------ | ----------------------- | ------------------------ |
| 1959 | The Last Angry Man                               | Josh Quincy             |                          |
| 1970 | The Out-of-Towners                               | Lost & Found - Boston   |                          |
| 1970 | Carter's Army                                    | Soldado Lewis           | Película para televisión |
| 1972 | The Final Comedown                               | Johnny Johnson          |                          |
| 1972 | Lady Sings The Blues                             | Louis McKay             |                          |
| 1973 | Hit!                                             | Nick Allen              |                          |
| 1974 | The Take                                         | Sneed                   |                          |
| 1975 | Mahogany                                         | Brian Walker            |                          |
| 1976 | The Bingo Long Traveling All-Stars & Motor Kings | Bingo Long              |                          |
| 1977 | Scott Joplin                                     | Scott Joplin            | Película para televisión |
| 1980 | Star Wars: Episodio V - El Imperio contraataca   | Lando Calrissian        |                          |
| 1981 | Nighthawks                                       | Sargento Matthew Fox    |                          |
| 1983 | Marvin & Tige                                    | Richard Davis           |                          |
| 1983 | Star Wars: Episodio VI - El retorno del Jedi     | Lando Calrissian        |                          |
| 1984 | Fear City                                        | Al Wheeler              |                          |
| 1984 | Terror in the Aisles                             | Sargento Matthew Fox    |                          |
| 1987 | Number One with a Bullet                         | Detective Hazeltine     |                          |
| 1987 | Deadly Illusion                                  | Hamberger               |                          |
| 1989 | Batman                                           | Harvey Dent             |                          |
| 1990 | Secret Agent 00 Soul                             | Agente Secreto Zero     |                          |
| 1991 | Driving Me Crazy                                 | Max                     |                          |
| 1991 | Trabbi Goes to Hollywood                         | Max                     |                          |
| 1992 | Giant Steps                                      | Slate Thompson          |                          |
| 1993 | Alien Intruder                                   | Comandante Skyler       | Directo a vídeo          |
| 1996 | Steel Sharks                                     | Almirante Jim Perry     |                          |
| 1996 | The Prince                                       | Jamie Hicks             |                          |
| 1996 | La máscara de la muerte                          | Agente Jeffries         |                          |
| 1997 | Moving Target                                    | Detective Don Racine    |                          |
| 1998 | The Contract                                     | Senador Harmon          |                          |
| 1998 | Woo                                              | Él mismo                | No acreditado            |
| 1999 | Fear Runs Silent                                 | Sheriff Hammond         | Directo a vídeo          |
| 2000 | The Visit                                        | Henry                   |                          |
| 2000 | The Ladies Man                                   | Lester                  |                          |
| 2001 | Good Neighbor                                    | Sargento Paul Davidson  |                          |
| 2002 | The Last Place on Earth                          | Dr. Davis               |                          |
| 2002 | Undercover Brother                               | General Warren Boutwell |                          |
| 2003 | Today will be Yesterday Tomorrow                 | Godot                   |                          |
| 2004 | The Maintenance Man                              | Melven                  | Directo a vídeo          |
| 2005 | Constellation                                    | Helms Boxer             |                          |
| 2006 | Hood of Horror                                   | Pastor Charlie          |                          |
| 2008 | iMurders                                         | Robert Delgado          |                          |
| 2009 | Fanboys                                          | Juez Reinhold           |                          |
| 2009 | The Perfect Age of Rock 'n' Roll                 | Ace Millstone           |                          |
| 2010 | Barry Munday                                     | Lonnie Green            |                          |
| 2012 | This Bitter Earth                                | Joe Watkins             |                          |
| 2014 | Bloodlines                                       | Juez Devi               |                          |
| 2014 | The Lego Movie                                   | Lando Calrissian        | Voz                      |
| 2015 | The Man in 3B                                    | Cain                    |                          |
| 2017 | The Lego Batman Movie                            | Harvey Dent             | Voz                      |
| 2019 | Star Wars: Episodio IX - El ascenso de Skywalker | Lando Calrissian        |                          |

### Televisión
| Año       | Título                                   | Personaje                      | Notas                                                   |
| --------- | ---------------------------------------- | ------------------------------ | ------------------------------------------------------- |
| 1966      | Guiding Light                            | Dr. Jim Frazier                |                                                         |
| 1969      | The F.B.I.                               | Nate Phelps                    | Episodio: "The Sanctuary"                               |
| 1970      | Carter's Army                            | Soldado Lewis                  | Film para TV                                            |
| 1970      | The F.B.I.                               | Jimmy                          | Episodio: "The Architect"                               |
| 1971      | Mission Impossible                       | Hank Benton                    | Episodio: "The Miracle"                                 |
| 1971      | Brian's Song                             | Gale Sayers                    | Film para TV                                            |
| 1972      | The Glass House                          | Lennox                         | Film para TV                                            |
| 1977      | Scott Joplin                             | Scott Joplin                   | Film para TV, luego lanzado en salas                    |
| 1978      | The Jeffersons                           | El mismo                       | Episodio: "Me and Billy Dee"                            |
| 1979      | Christmas Lilies of the Field            | Homer Smith                    | Film para TV                                            |
| 1980      | The Hostage Tower                        | Clarence Whitlock              | Film para TV                                            |
| 1980      | Children of Divorce                      | Walter Williams                | Film para TV                                            |
| 1983      | Sesame Street                            | El mismo                       | 3 episodios                                             |
| 1983      | Motown 25: Yesterday, Today, Forever     | El mismo                       |                                                         |
| 1983      | Shooting Stars                           | Douglas Hawk                   | Film para TV                                            |
| 1983      | Chiefs                                   | Tyler Watts (aka Joshua Cole)  | Miniserie 3 episodios                                   |
| 1984      | Time Bomb                                | Wes Tanner                     | Film para TV                                            |
| 1984      | The Imposter                             | Matthew Raines                 | Film para TV                                            |
| 1984–85   | Dynasty                                  | Brady Lloyd                    | 5 episodios                                             |
| 1985      | Double Dare                              | Billy Diamond                  |                                                         |
| 1986      | Blood, Sweat and Tears                   |                                | Piloto no vendido                                       |
| 1986      | The Right of the People                  | Mike Trainor                   | Film para TV                                            |
| 1986      | Oceans of Fire                           | Jim McKinley                   | Film para TV                                            |
| 1986      | Courage                                  | Bobby Jay                      | Film para TV                                            |
| 1987      | Diana Ross: Red Hot Rhythm & Blues       | El mismo                       |                                                         |
| 1988      | The Return of Desperado                  | Daniel Lancaster               | Film para TV                                            |
| 1990      | Dangerous Passion                        | Lou                            | Film para TV                                            |
| 1990      | Wiseguy                                  | Jesse Hains                    | Episodio: "Changing Houses"                             |
| 1992      | In Living Color                          | El mismo                       |                                                         |
| 1992      | The Jacksons: An American Dream          | Berry Gordy                    | Film para TV                                            |
| 1993      | Marked for Murder                        | Capitán Jack Reilly            | Film para TV                                            |
| 1993      | A Different World                        | Langston Paige                 | Episodio: "College Kid"                                 |
| 1993      | Martin                                   | El mismo                       |                                                         |
| 1993      | Percy & Thunder                          | Ralph Tate                     | Film para TV                                            |
| 1993      | Message from Nam                         | Felix                          | Film para TV                                            |
| 1994      | Heaven & Hell: North & South, Book III   | Francis Cardozo                | Miniserie 3 episodios                                   |
| 1994      | Lonesome Dove: The Series                | Aaron Grayson                  | 3 episodios                                             |
| 1995      | Triplecross                              | Oscar                          | Film para TV                                            |
| 1995      | Falling for You                          | Teniente Frank                 | Film para TV                                            |
| 1997      | The Fourth King                          | Gasparre                       | Film para TV                                            |
| 1998      | Hard Time                                | Leo Barker                     | Film para TV                                            |
| 1998      | 18 Wheels of Justice                     | Burton Hardesty                |                                                         |
| 1999–2001 | The Hughleys                             | Jerry Rose                     | 2 episodios: "Roots: Part 2" & "Forty Acres and a Fool" |
| 2003      | Epoch: Evolution                         | Ferguson                       | Film para TV                                            |
| 2004      | That 70s Show                            | Pastor Dan                     | Episodio: "Baby Don't You Do It"                        |
| 2004      | Half & Half                              | Otis 'Omar Funk' Wright        | Episodio: "The Big Fetish What You Started Episode"     |
| 2006      | Scrubs                                   | El mismo                       | Episodio: "Her Story II"                                |
| 2007      | General Hospital: Night Shift            | Toussaint DuBois               | 27 episodios                                            |
| 2007      | Lost                                     | El mismo                       | Episode: "Exposé"                                       |
| 2007–2014 | Robot Chicken                            | Lando Calrissian y otras voces | 3 episodios                                             |
| 2008      | Mind of Mencia                           |                                |                                                         |
| 2008      | Private Practice                         | Henry                          | Episodio: "Serving Two Masters"                         |
| 2008      | Bring Back... Star Wars                  | El mismo                       |                                                         |
| 2009      | General Hospital                         | Toussaint DuBois               | 5 episodios                                             |
| 2009      | Titan Maximum                            | Almirante Bitchface (voz)      | 5 episodios                                             |
| 2010      | Jimmy Kimmel Live: Game Night            | El mismo                       |                                                         |
| 2010      | The Boondocks                            | El mismo (voz)                 | Episodio 10                                             |
| 2011      | White Collar                             | Ford / Bradford Toman          |                                                         |
| 2011      | The Cleveland Show                       | Lando Calrissian (voz)         |                                                         |
| 2012      | The Life & Times of Tim                  | El mismo (voz)                 | 1 episodio                                              |
| 2012      | Mad                                      | Lando Calrissian (voz)         | Episodio: "Potions 11/Moves Like Jabba"                 |
| 2012–2014 | NCIS                                     | Leroy Jethro Moore             | 2 episodios                                             |
| 2012      | Key & Peele                              | El mismo                       | 1 episodio                                              |
| 2013      | Modern Family                            | El mismo                       | Episodio: "New Year's Eve"                              |
| 2013      | Lego Star Wars: The Yoda Chronicles      | Lando Calrissian (voz)         | 2 episodios                                             |
| 2014      | Dancing with the Stars                   | El mismo                       | Temporada 18                                            |
| 2014      | Glee                                     | Andy Collins                   | Episode: "Old Dog, New Tricks"                          |
| 2015      | Star Wars Rebels                         | Lando Calrissian (voz)         | 2 episodios                                             |
| 2015      | Lego Star Wars: Droid Tales              | Lando Calrissian (voz)         | 2 episodios                                             |
| 2016      | Lego Star Wars: The Resistance Rises     | Lando Calrissian (voz)         | 1 episodio                                              |
| 2016–2017 | Lego Star Wars: The Freemaker Adventures | Lando Calrissian (voz)         | 3 episodios                                             |
| 2017      | Dirty Dancing                            | Tito                           | Film para TV de ABC                                     |
| 2020      | Lego Star Wars Holiday Special           | Lando Calrissian (voz)         | Especial de TV                                          |
| 2021      | Scooby-Doo and Guess Who?                | El mismo (voz)                 | Episodio: "Scooby-Doo and the Sky Town Cool School!"    |
| 2022      | Lego Star Wars: Summer Vacation          | Lando Calrissian (voz)         | Especial de TV                                          |

### Cortos
| Año  | Título                                    | Personaje             | Notas                                                               |
| ---- | ----------------------------------------- | --------------------- | ------------------------------------------------------------------- |
| 2001 | Very Heavy Love                           |                       |                                                                     |
| 2004 | Oedipus                                   |                       | Voz                                                                 |
| 2017 | Batman Is Just Not That Into You          | Harvey Dent/Dos Caras | Voz; lanzada con los lanzamientos en video de The Lego Batman Movie |
| 2017 | Movie Sound Effects: How Do They Do That? | Harvey Dent/Dos Caras | Voz                                                                 |

### Videojuegos
| Año  | Título                                 | Personaje                     | Notas                   |
| ---- | -------------------------------------- | ----------------------------- | ----------------------- |
| 2002 | Star Wars Jedi Knight II: Jedi Outcast | Lando Calrissian              |                         |
| 2004 | Star Wars: Battlefront                 | Lando Calrissian              | Imágenes de archivo     |
| 2007 | Command & Conquer 3: Tiberium Wars     | Director de GDI Redmond Boyle | Escenas de corte        |
| 2009 | Star Wars Battlefront: Elite Squadron  | Lando Calrissian              | Imágenes de archivo     |
| 2016 | Star Wars Battlefront                  | Lando Calrissian              | Ciudad de las Nubes DLC |
| 2016 | Lego Star Wars: The Force Awakens      | Lando Calrissian              | Imágenes de archivo     |
| 2016 | Let It Die                             | Coronel Jackson               |                         |
| 2017 | Star Wars Battlefront II               | Lando Calrissian              |                         |
| 2022 | Lego Star Wars: The Skywalker Saga     | Lando Calrissian              |                         |

### Otros
| Año  | Título                              | Personaje        | Notas                        |
| ---- | ----------------------------------- | ---------------- | ---------------------------- |
| 1983 | The Empire Strikes Back             | Lando Calrissian | Audio drama                  |
| 1994 | Star Wars: Dark Empire              | Lando Calrissian | Audio drama                  |
| 2019 | Star Tours: The Adventures Continue | Lando Calrissian | Atracción en parque temático |

- Billy Dee Williams en Internet Movie Database (en inglés).